# الرياضة في إسرائيل

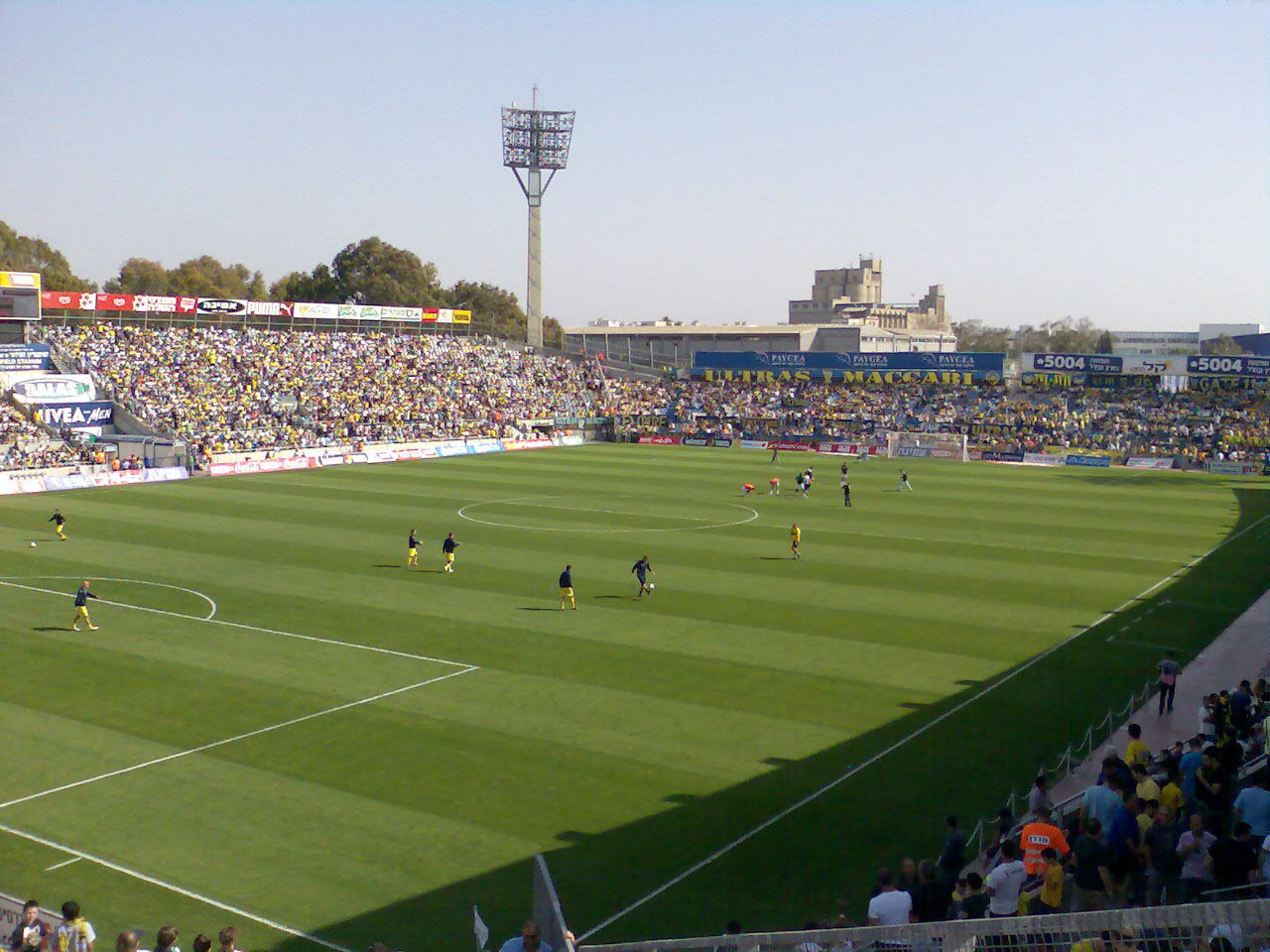
ملعب بلومفيلد في مدينة تل أبيب في إسرائيل

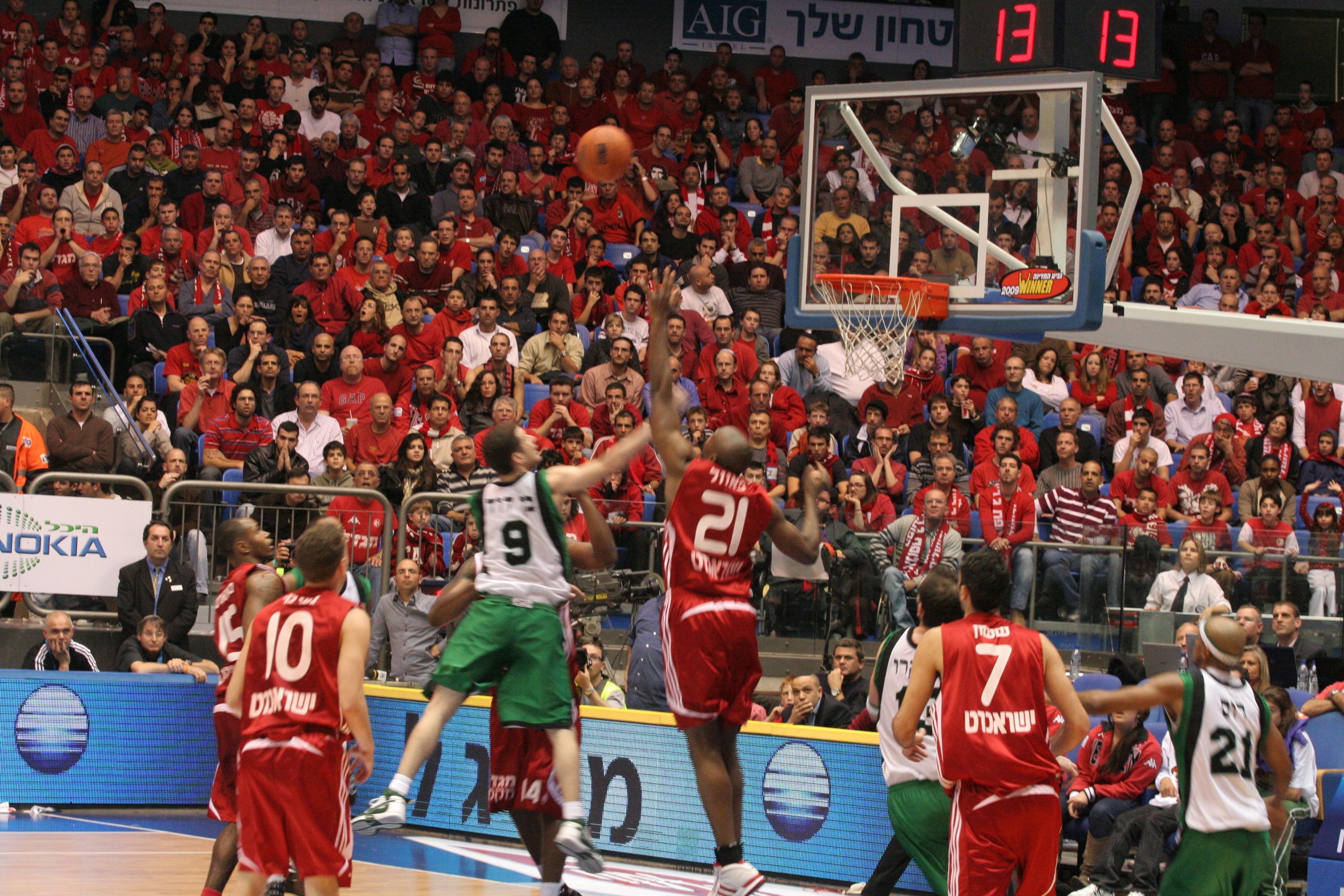
إحدى مباريات كرة السلة في إسرائيل

الرياضة في إسرائيل هي جزء مهم في ثقافة الشعب الإسرائيلي، تعتبر كرة القدم هي الرياضة الشعبية الأولى في إسرائيل، والرياضات الشعبية الأخرى في إسرائيل هي كرة السلة و كرة المضرب و السباحة و الجودو و التجديف و الشطرانج ورياضات أخرى، في الألعاب الأولمبية فازت إسرائيل ب7 ميداليات في الجودو و الكانو-كاياك و ركوب القوارب الشراعية، وإسرائيل من الدول التي فازت ببطولة العالم في الشطرنج وكانت عن طريق بوريس غيلفاند ويرجع الفضل في ذلك إلى الجالية اليهودية التي هاجرت من الإتحاد السوفييتي والتي تعتبر الأفضل في الشطرنج في العالم، ولإسرائيل لاعبات كرة مضرب جيدات مثل شاحار بئير، وفي كرة القدم فازت إسرائيل بكأس أمم آسيا مرة واحدة قبل أن تنتقل إلى الاتحاد الأوروبي، وفي كرة السلة يعتبر نادي مكابي تل أبيب من أفضل أندية كرة السلة في أوروبا.